# Шахтар (Макіївка)
Футбольний клуб «Шахтар» — український аматорський футбольний клуб з міста Макіївки Донецької області.
В 1994—1999 роках виступав у Першій лізі, а у 1992—1994 роках у Перехідній і Другій лігах України.

## Попередні назви
- 1981—1991: «Кіровець» (Макіївка)
- 1992—1995: «Бажановець» (Макіївка)
- 1995—: «Шахтар» (Макіївка)

## Історія
Після Другої світової війни при Заводі імені Кірова в Макіївці створено футбольну команду. Пізніше клуб отримав назву «Сталь». В 1966 році клуб змінив назву на «Авангард» і дебютував в класі Б української зони чемпіонату СРСР. Після реорганізації чемпіонату СРСР в 1971 році клуб втратив місце в лізі. Але вже у 1972 році як «Шахтар» стартував в другій лізі, зоні 1. Після сезону 1973 року залишив професіональний рівень і виступав у місцевих змаганнях. В 1980 році клуб отримав назву «Кіровець».
Після розпаду СРСР Україна заснувала власну федерацію футболу і почала проводити чемпіонати України. В 1992 році з новою назвою «Бажановець» зголосився до участі у змаганнях перехідної ліги, де зайняв перше місце в своїй другій підгрупі. В сезоні 1992/93 виступав у другій лізі, а в наступному сезоні зайняв перше місце і здобув путівку до першої ліги. Влітку 1995 року повернув собі назву «Шахтар» (Макіївка). Після закінчення осінньої частини сезону 1998/99 через заборгованість по членських внесках в ПФЛ був покараний зняттям 6 очок. Навесні відмовився від подальшої участі в змаганнях першої ліги. Клуб було позбавлено професіонального статусу і в весняній частині зараховано поразки -:+. 
Як аматорський колектив виступає у першій лізі[джерело?] (друга за рангом) чемпіонату Донецької області.

## Досягнення
- 3 місце в класі Б СРСР, українська зона: 1970

- Чемпіонат України з футболу: перша ліга
  - 9 місце в першій лізі чемпіонату України: 1995/1996

- Кубок України
  - Володар — 1969

## Всі сезони в незалежній Україні
| Сезон   | Чемпіонат                | Чемпіонат | Чемпіонат | Чемпіонат | Чемпіонат | Чемпіонат | Чемпіонат | Чемпіонат | Кубок       | Кубок | Кубок | Кубок | Кубок | Кубок | Кубок | Примітка                                      |
| Сезон   | Ліга                     | Місце     | І         | В         | Н         | П         | М         | О         | Етап        | І     | В     | Н     | П     | М     | О     | Примітка                                      |
| ------- | ------------------------ | --------- | --------- | --------- | --------- | --------- | --------- | --------- | ----------- | ----- | ----- | ----- | ----- | ----- | ----- | --------------------------------------------- |
| 1992    | Перехідна Друга підгрупа | 1 з 9     | 16        | 10        | 3         | 3         | 25−8      | 23        | —           | —     | —     | —     | —     | —     | —     | «Бажановець»                                  |
| 1992/93 | Друга                    | 8 з 18    | 34        | 11        | 11        | 12        | 38−45     | 33        | 1/64 фіналу | 1     | 0     | 0     | 1     | 2−3   | 0     | «Бажановець»                                  |
| 1993/94 | Друга                    | 2 з 22    | 42        | 25        | 7         | 10        | 83−44     | 57        | 1/64 фіналу | 1     | 0     | 0     | 1     | 2−3   | 0     | «Бажановець»                                  |
| 1994/95 | Перша                    | 13 з 22   | 42        | 16        | 7         | 19        | 52−57     | 55        | 1/32 фіналу | 2     | 1     | 1     | 0     | 4−1   | 3     | «Бажановець»                                  |
| 1995/96 | Перша                    | 9 з 22    | 42        | 19        | 7         | 16        | 63−55     | 64        | 1/32 фіналу | 2     | 1     | 0     | 1     | 3−3   | 2     | «Шахтар»                                      |
| 1996/97 | Перша                    | 16 з 24   | 46        | 15        | 11        | 20        | 55−62     | 56        | 1/32 фіналу | 1     | 0     | 0     | 1     | 2−3   | 0     | «Шахтар»                                      |
| 1997/98 | Перша                    | 13 з 22   | 42        | 17        | 5         | 20        | 65−77     | 56        | 1/16 фіналу | 4     | 1     | 1     | 2     | 6−6   | 3     | «Шахтар»                                      |
| 1998/99 | Перша                    | 20 з 20   | 38        | 3         | 1         | 34        | 20−40     | 4         | 1/64 фіналу | 2     | 0     | 1     | 1     | 2−3   | 1     | «Шахтар», після першого кола знята зі змагань |
| Всього  | Перехідна                | 1 сезон   | 16        | 10        | 3         | 3         | 25−8      | 23        | >7 сезонів  | 13    | 3     | 3     | 7     | 21−22 | 9     |                                               |
| Всього  | Друга                    | 2 сезони  | 76        | 36        | 18        | 22        | 121−89    | 90        |             |       |       |       |       |       |       |                                               |
| Всього  | Перша                    | 5 сезонів | 210       | 70        | 31        | 109       | 255−291   | 171       |             |       |       |       |       |       |       |                                               |

## Відомі футболісти
- Михайло Лупол
- / Юрій Букель
- Сергій Валяєв
- / Андрій Дикань
- / Геннадій Орбу
- / Едуард Цихмейструк